# Creugas bellator
Creugas bellator är en spindelart som först beskrevs av Ludwig Carl Christian Koch 1866.  Creugas bellator ingår i släktet Creugas och familjen flinkspindlar. Inga underarter finns listade i Catalogue of Life.